# Pevné pouto
Pevné pouto (anglicky The Lovely bones) román Alice Seboldové psaný v ich-formě. Kniha vyšla v roce 2002, česky 2008. Do češtiny přeložila Jana Pancéřová. Podle knihy vznikl v roce 2009 stejnojmenný film v režii Petera Jacksona.

## Děj
Hlavní hrdinku Suzie Salmonovou ve čtrnácti letech znásilnil a zavraždil pedofil, pan Harvey, Suzie byla jeho sedmou obětí. Suzie se dostává do jakéhosi „přednebí“ (očistce), protože aby se dostala do nebe, tak se musí oprostit od Země, „žije“ ve svém dokonalém uzavřeném světě a může pozorovat život na Zemi. Setkává se s Holly Golightlyovou (své jméno si zvolila podle filmu Snídaně u Tiffanyho, také oběť pana Harveyho). Na Zemi se rodina Salmonů částečně rozpadá, Suziin otec Jack je posedlý pátráním po vrahovi, brzy podezírá pana Harveyho, Buckley (mladší bratr Suzie), úplně ani nechápe, kam Suzie „zmizela“, Abigail (matka Suzie) později opouští Jacka a prožívá krátký románek s detektivem Lenem Fenermanem, vyšetřujícím Suziin případ, Suziina sestra Lindsey věří otci a podaří se ji z domu pana Harveyho ukrást důkaz – list z jeho deníku. Policii se nikdy nepodaří dopadnout George Harveyho. Čas plyne, Lindsey se svým přítelem Samuelem Hecklerem čeká dítě. Příběh končí Suziiným odpoutáním se od Země, před tím se ještě setkává, za pomoci těla své kamarádky Ruth, se svým miláčkem Rayem Singhem. Abigail se nakonec vrátí zpět k Jackovi. George Harvey „nešťastnou náhodou“ umírá, když se na útěku před policií pokouší zlákat svou další oběť.

## Filmová adaptace
V roce 2009 režisér Peter Jackson knihu převedl do stejnojmenné filmové podoby, v hlavních rolích Mark Wahlberg (Jack Salmon) a Rachel Weisz (Abigail Salmonová), Saoirse Ronan (Suzie Salmonová) a Stanley Tucci (George Harvey). Film byl nominován na Oscara, v kategorii Herec ve vedlejší roli – Stanley Tucci.